# Parafia Świętej Trójcy w Starachowicach
Parafia Świętej Trójcy w Starachowicach – rzymskokatolicka parafia w Starachowicach, należąca do dekanatu Starachowice-Południe w diecezji radomskiej.
W parafii swoją działalność prowadzą: schola, chór Soli Deo, Ruch Światło-Życie, Żywy Różaniec, III Zakon św. Franciszka, Rodzina Radia Maryja, Straż Honorowa NSPJ, neokatechumenat.

## Historia
- Parafia erygowana w 1688 przez biskupa krakowskiego Jana Małachowskiego
- Historia XVI-XIX wiek

## Kościół
- Kościół pod wezwaniem Świętej Trójcy w Starachowicach-Wierzbniku został wybudowany w latach 1681–1688, konsekrowany w 1741 przez sufragana krakowskiego Michała Kunickiego, przebudowany w latach 1881–1912; 1929–1937; 1937–1951; 1984–1989.

## Terytorium
- Do parafii należą: Starachowice – ul.: Al. Armii Krajowej, Bajana, Ciasna, Cyrkowicza, Cysterska, Czerwonego Krzyża, Głogowa, Górna, Gruntowa, Iłżecka, Jasna, Kilińskiego, Kochanowskiego, Kolejowa, Kościelna, Kościuszki, Kraszewskiego, Kręta, Krótka, Kwiatowa, Medyczna, Młynarska, Niska, Owocowa, Przyjazna, Reja, Reymonta, Rynek, Sienkiewicza, Skałka, Słoneczna, Słowackiego, Spółdzielcza, Staropolska, Starowiejska, Targowa, Waryńskiego, Wigury, Wojska Polskiego, Wysoka, Zacisze, Żwirki i miejscowość Lipie[3].

## Proboszczowie
- 1921–1929 – ks. Dominik Ściskała
- 1929–1936 – ks. Stefan Świetlicki
- 1936–1951 – ks. Jan Lipiński
- 1952–1956 – ks. Franciszek Chlebny
- 1956–1978 – ks. Roman Ścisłowski
- 1978–1982 – ks. Wiesław Gintowt
- 1982–2010 – ks. kan. dr Tadeusz Czyż
- 2010 – nadal – ks. kan. Edward Andrzej Rdzanek

Plebani i prepozyci w wieku XVII- XIX

## Zasłużeni kapłani związani z parafią
- W roku 1747 proboszczem Parafii pw. Św. Trójcy był Jacek Jabłoński mnich benedyktyński Ordinis Sancti Benedicti – OSB urodzony w końcu XVII w., żył w pierwszej połowie XVIII wieku, zmarł około 1750 roku. Autor dzieła o dużym znaczeniu dla Klasztoru Benedyktyńskiego pt.

„Drzewo żywota z raiu. Naprzód na Górze Jerozolimskiey Kalwaryi, złośliwą ręką potym na Gorze Łysiec przez ręce Świętego Emeryka krolewica węgierskiego, roku pańskiego tysiącnego szostego, przesadzone; Nieustannemi Cudami, y Łaskami kwitnące, we wszelkich przypadkach ludzkich zdrowy Owoc, Pociech y Ratunku, rodzące; Pod strażą Zakonikow Oyca S. Benedykta Kongregacyi Polskiey Benedyktyńskiey, zostaiące, Teraz Nowo Historycznie Opisane. / Przez X. Jacka Jabłońskiego, tegoż Klasztoru S. Krzyża Professa. Proboszcza S Michała w Słupi, Na zgłodniały ludzki apetyt, y na posiłek pospolity, do Druku podane.  Mnie się tylko przynależy szczycic vv krzyżv Pana naszego Iezv Christa Zbavviciela na Gorze Lysey” zostało wydane w Krakowie, prawdopodobnie w 1736 lub 1737 r. Dzieło napisane w całości po polsku, tekst łaciński występuje tylko w cenzorskich aprobatach kościelnych.

{{Cytat}} Linki zewnętrzne: "źródło".
- 23 maja roku 1912 decyzją J.E biskupa Mariana Ryxa proboszczem w Wierzbniku zostaje ksiądz Bolesław Sztobryn społecznik i działacz niepodległościowy, członek Tymczasowej Rady Stanu w Królestwie Polskim. Później kapelan wojskowy. Po zdemilitaryzowaniu wstąpił do zakonu Karmelitów bosych w Czernej pod Krakowem i 25 czerwca 1921 r., otrzymał imię zakonne o. Terezjusz od św. Józefa. W 1923 r. został przeniesiony do Wadowic, a następnie po kilku miesiącach do Lublina. 31 grudnia 1923 roku dotarł do klasztoru w Berdyczowie, w którym pozostał do śmierci, tam też pochowany[4].